# 三島虎好
三島 虎好（みしま とらよし、1913年（大正2年）1月16日 - 2006年（平成18年）8月4日）は、昭和期の地方公務員、地方政治家。第3代逗子市長。

## 経歴
神奈川県出身。1930年（昭和5年）東京攻玉社工学科本科（のち攻玉社工科短期大学）を卒業。1940年（昭和15年）神奈川県庁に入庁し同書記となる。教育委員会総務課長、同管理部長などを務め、1968年（昭和43年）監査事務局長に就任。
1969年（昭和44年）12月から1973年（昭和48年）6月まで、高橋鯛蔵市長の下で助役を務めた後、高橋市長の勇退を受け、自由民主党と民社党の推薦を得た保守系無所属候補として8月5日投票の市長選挙に出馬し、日本共産党推薦候補に大差をつけて初当選した。
前回と同じ顔合わせとなった1977年（昭和52年）8月7日投票の市長選挙でも、自由民主党と民社党に加え、新自由クラブの推薦、日本社会党の支持を得て再選された。1981年（昭和56年）に予定されていた市長選挙は、他に立候補者がなく、無投票で3選された。

### 三島市長と池子問題
1938年（昭和13年）に大日本帝国海軍が弾薬庫を設けたことに由来する池子弾薬庫は、占領期にアメリカ陸軍が接収し、以降、地元では長く返還運動が取り組まれていた。三島が助役だった1970年（昭和45年）には、池子弾薬庫の従業員全員が解雇され、施設はアメリカ海軍に移管されて、いわば遊休化することとなり、これを受けて、1971年（昭和46年）には逗子市議会が弾薬庫敷地の全面返還お促進を求める決議を行なった。その後、三島が市長となる少し前の1973年（昭和48年）春から1977年（昭和52年）秋まで、小規模な弾薬の搬入出が行なわれ、1978年（昭和53年）7月に施設は事実上の閉鎖状態となった。
1977年の時点で、逗子市議会の議決を受け、三島市長は、当時構想中であった「昭和記念公園」の池子地区への誘致を、当時の福田赳夫首相に要請するといった活動をしており、国営昭和記念公園が立川基地跡に決定した後も、池子弾薬庫の全面返還と一体となった構想として、逗子葉山国営自然大公園の誘致運動に取り組んでいた。1978年の池子弾薬庫の事実上の閉鎖を受け、三島市長は直ちに、長洲一二神奈川県知事、飛鳥田一雄横浜市長と連名で、防衛庁、防衛施設庁、外務省、駐日アメリカ合衆国大使館などへ、施設の全面返還を求める働きかけを行なった。無投票での3選が決まった1981年（昭和56年）の市長選挙に向けて準備された三島の公約「市政の5つの柱」には「池子弾薬庫の返還と国営自然大公園の誘致」が掲げられた。
1982年（昭和57年）8月26日、横浜防衛施設局は神奈川県と逗子市に対し、池子弾薬庫を米軍家族住宅建設の「有力な候補地」として調査する旨を文書により通知し、これに関して塩田章防衛施設庁長官は、具体的な計画の規模や時期にも言及した。三島市長は、長洲知事とともに同日中に共同談話を発表し、計画に反対することを表明した。以降、逗子市では、三島市長、市議会、市民が一体となった住宅建設反対、施設の早期全面返還を求める運動が展開されることとなった。
1983年（昭和58年）7月20日、防衛施設庁は神奈川県と逗子市、横浜市に対し、池子弾薬庫を米軍家族住宅建設の適地と判断し、1000戸程度の住宅、および、関連施設を建設することを文書で通知した。三島を含め、各首長、地元議会は、当初これに反発したが、国側は、地元への協力要請を繰り返し行なった。
1984年（昭和59年）3月6日に至り、三島市長は、市議会本会議の施政方針演説、住宅建設について、「双手を挙げて賛意を表するものではないが、諸般の事情により現状止むを得ないものと判断」したとして、条件付き受け入れの方針を表明した。三島市長は、市議会多数派の同意を取り付けた上で、6月5日に防衛施設庁に33項目の条件を付して、住宅建設に協力する旨を回答した。
住宅建設に反対する住民運動の中心となっていた「池子米軍住宅建設に反対して自然と子供を守る会」（通称「守る会」）は、建設受け入れを容認した三島市長のリコール運動を8月から展開し、三島市長は「全面返還がありえない状況の中で最善の道を選んだ」として、この動きを牽制した。当初、三島市長を支持していた逗葉地区労や日本社会党はリコール運動支持に転じ、市内在住の渡辺保男国際基督教大学学長ら79人がリコール支持の文化人アピールを発表した。リコールが成立確実と目される情勢となった中で、10月6日に至り、三島市長は、市長選挙で住宅建設受け入れの是非を問うとして、自ら辞職した。

### 市長辞職後
三島の辞職を受けて実施された市長選挙で、反対派は、候補者擁立が難航し、「守る会」が選挙に取り組むために作った政治団体「緑と子供を守る市民の会」の事務局長であった富野暉一郎が急遽出馬することとなった。11月11日に投票された市長選挙の投票率は、逗子市長選挙史上最高の74.81パーセントとなり、富野が三島を破って初当選した。
1987年（昭和62年）長洲知事による調停案の受け入れの是非を問う住民投票の実施が、市議会で否決されたのを受け、調停案の返上を主張する富野市長は、調停案の受け入れの是非を問うとして、市長を辞職した上で再び市長選挙に立候補した。三島は再び富野と市長選挙で争ったが、10月11日に投票された市長選挙は、投票率が前回をさらに上回る76.12パーセントとなり、三島は再び富野に破れ、富野が再選を果たした。
三島は2006年8月4日に死去し、9月に従五位が追贈された。